# Niciòbroges
Els niciòbroges (en llatí Nitiobroges) van ser un poble gal que vivia al modern Agenès (francès Agenais). Les fonts literàries antigues (Juli César, Estrabó o Claudi Ptolemeu) esmenten la forma «Nitiobriges», però en alguns llocs Cèsar i la Taula de Peutinger els anomenen «nitiobroges». A Mailly-le-Camp a l'Aube es va descobrir un collaret celta (torca) de meitat del segle i aC on figura la inscripció Nitiobroges per tres vegades, en alfabet grec, el que fa que avui es consideri aquesta forma la correcta. El nom «nitiobroges» es podria traduir per «Els que estan integrats en una unitat territorial o política establerta» o «Els que tenen el seu propi país».
S'haurien instal·lat a la vall mitjana del Garona bastant tard, probablement al segle iii aC, potser fins i tot a l'inici del segle ii aC. Al segle i aC el seu oppidum o ciutat més important es trobava a Aginnum (Plana de l'Ermita al damunt de la moderna ciutat d'Agen), segons Claudi Ptolemeu, que els situa al costat dels petrocoris i dels vasates. A la guerra de les Gàl·lies apareixen al costat dels arverns quan aquestos amenaçaven la Narbonesa l'any 52 aC. Llavors tenien com a rei a Teutomatos, fill i probable successor d'Ollovic, que va tenir participació en el setge de Gergòvia i va estar a punt de caure presoner de Cèsar. Haurien aportat cinc mil homes a l'exèrcit de socors que els gals van enviar a Vercingetorix assetjat a Alèsia.